# 奧龍峰
64°56′S 62°59′W / 64.933°S 62.983°W
奧龍峰（Hauron Peak），是南極洲的山峰，位於葛拉漢地西岸的丹科海岸，處於班克山東南面6公里，海拔高度1,350米，在1952年被繪入阿根廷地圖，現時由南極條約體系管理。